# Jean Radziwiłł (1474-1522)
Jan Radziwiłł dit Le Barbu, (1474-1522), fils de Mikołaj Radziwiłł et de Zofia Anna Monwind, maréchal (1500-1510) puis grand maréchal (1514) de Lituanie, castellan de Trakai (1522).

## Mariages et descendance
Il épouse en premières noces Élisabeth Gostauta
Il épouse ensuite Anna Kiszka, fille de Stanisław Kiszka. Ils ont quatre enfants:
- Anna
- Sophie
- Nicolas Christophe (1515-1565), grand hetman de Lituanie
- Jean (1516-1551), grand maître-d'hôtel de la Cour de Lituanie

## Sources
- Notices d'autorité :   - VIAF
  - Pologne